# Копс, Ян
Ян Копс (нидерл. Jan Kops; 6 марта 1765[…], Амстердам, графство Голландия — 9 января 1849[…], Утрехт) — голландский реформатский теолог, ботаник и агроном.

## Биография
Родился в семье торговца тканями Якобуса Копса (2 апреля 1736 — 29 декабря 1773) и его жены Хиллегонд Шотвангер (22 ноября 1734 — 2 марта 1772). Семья Копса принадлежала к меннонитскому вероисповеданию.  24 января 1773 года, после ранней смерти матери отец женился в Амстердаме на Марианне Элизабет Одруин (18 июля 1734 — 3 октября 1801), дочери Филиппа Одруина и Элизабет Элин. После смерти отца в декабре 1773 года, менее чем через год после его второй женитьбы, Ян Копс переехал из Амстердама в Харлем вместе со своей мачехой Элизабет Одруин и сестрой. С трудом ему удалось убедить своего опекуна, который хотел обучить его ремеслу суконщика, отдать его в латинскую школу, чтобы затем продолжить обучение в университете.
Копс уже посещал французскую школу в Амстердаме и продолжил своё образование во французской школе в Харлеме. Обладая хорошими умственными способностями, в 1776 году он поступил в муниципальную гимназию в Харлеме. Здесь он нашёл друга в лице сына пастора Адриана Лоосьеса, в окружении которого познакомился с голландской литературой, а также проявил интерес к ботанике, особенно к исследованиям Давида де Гортера. О степени его интереса к природе свидетельствует его прощальное сочинение, написанное в гимназии в Харлеме Oratiuncula contemplatione naturae.
Поскольку члены анабаптистских общин в Нидерландах в то время не имели возможности развиваться в области естественных наук, Копс решил стать богословом. С этой целью 10 декабря 1781 года он поступил в баптистскую школу в Амстердаме. Помимо изучения теологии он посещал лекции в амстердамском Athenaeum Illustre. Здесь его учителями были Даниэль Виттенбах, Герман Толлиус и Дидерик Адриаан Вальравен (1732—1804). Приходская подготовка в баптистской школе показалась ему неудовлетворительной, поэтому он самостоятельно изучал труды таких теологов, как Иоганн Кристоф Дёдерляйн, Самуэль Веренфельс, Иоганн Фридрих Вильгельм Иерусалимский, Август Герман Нимейер, Феликс Гесс и Кристиан Фюрхтеготт Геллерт. Однако он не утратил своего основного интереса к философии и ботанике. В то время он с особым энтузиазмом изучал труды Джона Локка и Готфрида Вильгельма Лейбница. После того как он поступил в Тайлерс Готтесгелертен Гезельшафт, написав высоко оценённое сочинение Verhandeling over de onverschilligheid in godsdienstige zaken, 5 апреля 1787 года он сдал приходской экзамен.
Пройдя испытательный срок, 17 февраля 1788 года Копс стал пастором баптистской общины в Лейдене. В Лейдене 29 декабря 1787 г. он поступил в университет и начал получать дальнейшее образование. Его привлекало не столько изучение теологии, сколько естественнонаучные изыскания, которые, вероятно, сопровождали Николаус Георгиус Оостердайк и Себальд Юстинус Бругманс. После образования Батавской республики в 1795 года он стал членом городского совета в Лейдене. Однако на этом посту он столкнулся с оппозицией. В результате он стал больше внимания уделять сельскохозяйственным вопросам. В 1796 году он был назначен в исследовательскую комиссию своего ведомства, которая занималась вопросом о том, как сделать плодородными залежные земли дюн. Он стал секретарем комиссии и в 1798/99 гг. изложил свои наработки по этому вопросу в двухтомном труде «Tegenwoordige staat der duinen van het voormaalig gewest Holland». 7 июня 1800 года он возглавил Департамент сельского хозяйства в Министерстве внутренних дел Нидерландов.
Поэтому ему пришлось оставить пасторство в Лейдене и вместе с семьей переехать в Гаагу. В этом качестве он проявил активный организаторский талант, работая при различных правительствах Нидерландов. Он организовал издание первой сельскохозяйственной газеты под названием Magazijn van Vaderlandschen Landbouw. В 1805 году он ввёл комиссии по сельскому хозяйству в качестве консультативных органов при правительстве, а в 1808 году основал Управление голландского сельского хозяйства. Сначала оно располагалось в Амстердаме, но в 1833 года было переведено в Утрехт, где Копс оставался его президентом до самой смерти. Королевским указом 16 октября 1815 года Копс был назначен первым профессором сельского хозяйства и ботаники в голландском университете Утрехта. 15 февраля 1816 года он был назначен доктором естественных наук Утрехтского университета и вступил в должность профессора, присвоенную ему 15 февраля 1816 года, со вступительной речью «О значении академического образования в голландском землеустройстве» к поставленной перед ним задаче.
В этом качестве он также участвовал в решении организационных задач университета и был ректором альма-матер в 1828/29 гг. Хотя знания Копса в области ботаники были устаревшими, он приобрёл непреходящее значение как первый учёный-агроном в Нидерландах. Время от времени талантливый оратор ещё выступал с проповедями в Амстердаме, Гааге и Утрехте. При жизни Копс получил множество наград. Так, он был кавалером ордена Голландского льва, в 1808 г. стал членом Голландского королевского института, в 1821 году — членом Общества голландской литературы в Лейдене, а также директором провинциального Утрехтского общества искусств и наук. Хотя 26 марта 1829 года он уже выступил в Утрехте с прощальной речью De emolumento, quod ex Batavorum et Belgarum conjunctione in unum regnum, agriculturae per totam patriam accesserit, в марте 1835 года он был отправлен в отставку со своего профессорского поста. После мучительной болезни скончался в возрасте 84 лет.

### Семья
Копс был женат дважды.
Первый брак был заключен 22 января 1788 г. в Харлеме с Катариной Даамс (6 января 1768 — 30 ноября 1805), дочерью Йоста Питерзуна Даамса (ок. 1686—1777), священника баптистской общины в Харлеме, и его жены Елены Гре(е)ве. От этого брака родилось 6 сыновей и 5 дочерей, причём двое сыновей умерли не дожив до совершеннолетия.
Второй брак он заключил 14 апреля 1807 года в Гааге с Хеленой Билью (16 сентября 1774 — 31 марта 1855), дочерью Бартоломеуса Билью и Марии Танген. От этого брака было пять сыновей и одна дочь, трое сыновей скончались до совершеннолетия.

## Флора Батавии

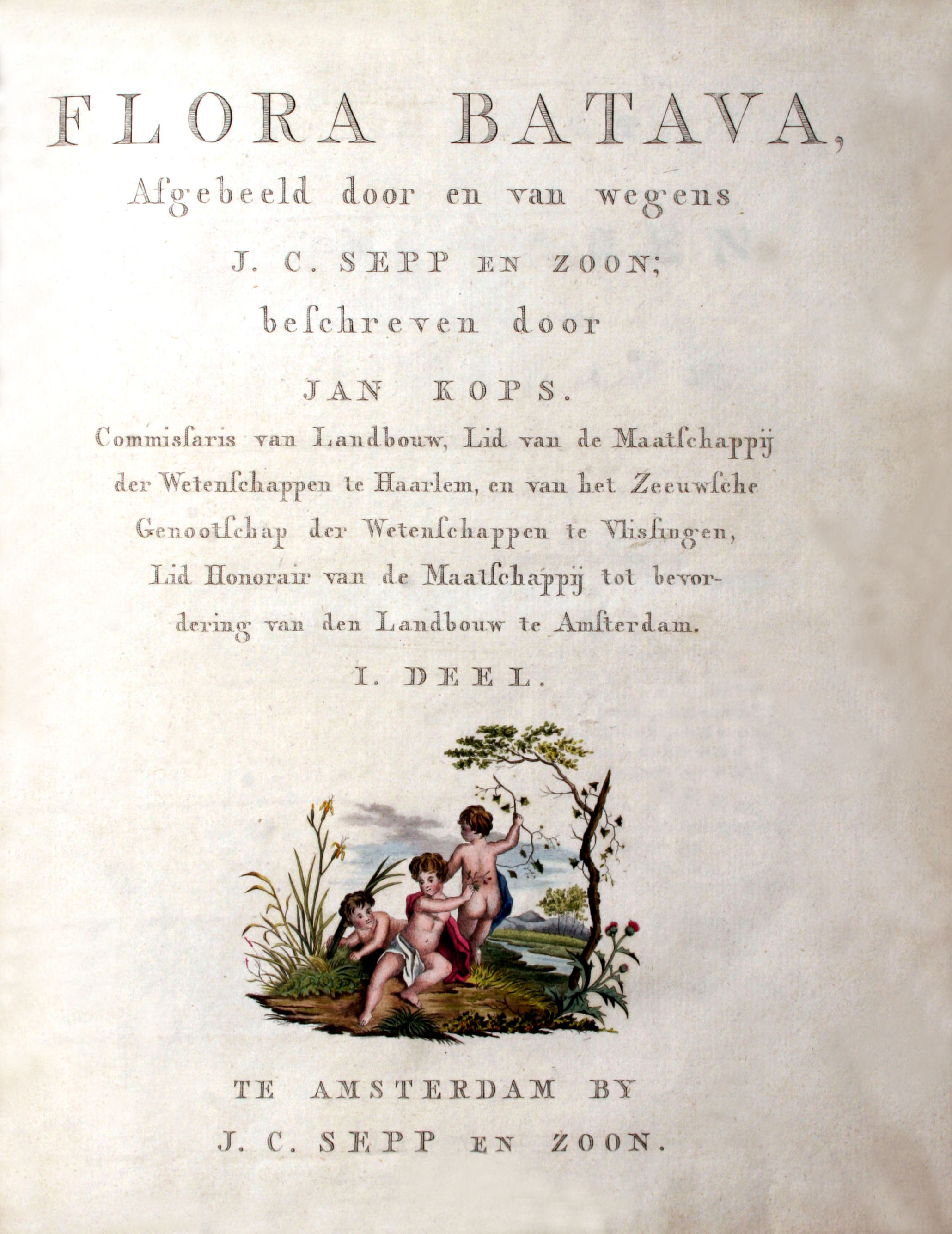
Flora Batava

Первое издание «Флоры Батавии» вышло в Амстердаме в 1800 году с иллюстрациями, которые были предоставлены художниками, работавшими под руководством Я. К. Сеппа и сына. Издатель Ян Кристиан Сепп был не только меннонитом, но и гравёром, офортистом, книготорговцем, автором и иллюстратором. Последний выпуск, 28-й том, был опубликован в 1934 году. Виллем Ян Лютьехармс, редактор этого тома, заявил, что работа закончилась, и его издание растянулось на большее количество лет, чем у любого другого ботанического журнала. За время существования журнала работа над текстом, иллюстрациями и полиграфией неоднократно переходила из рук в руки. Иллюстрации были выполнены несколькими художниками, но поскольку листы не подписаны, атрибуция затруднена. Большинство иллюстраций в первых трёх томах принадлежат руке Георга Якоба Иоганна ван Оса, художника по цветам и фруктам Севрской фарфоровой фабрики.

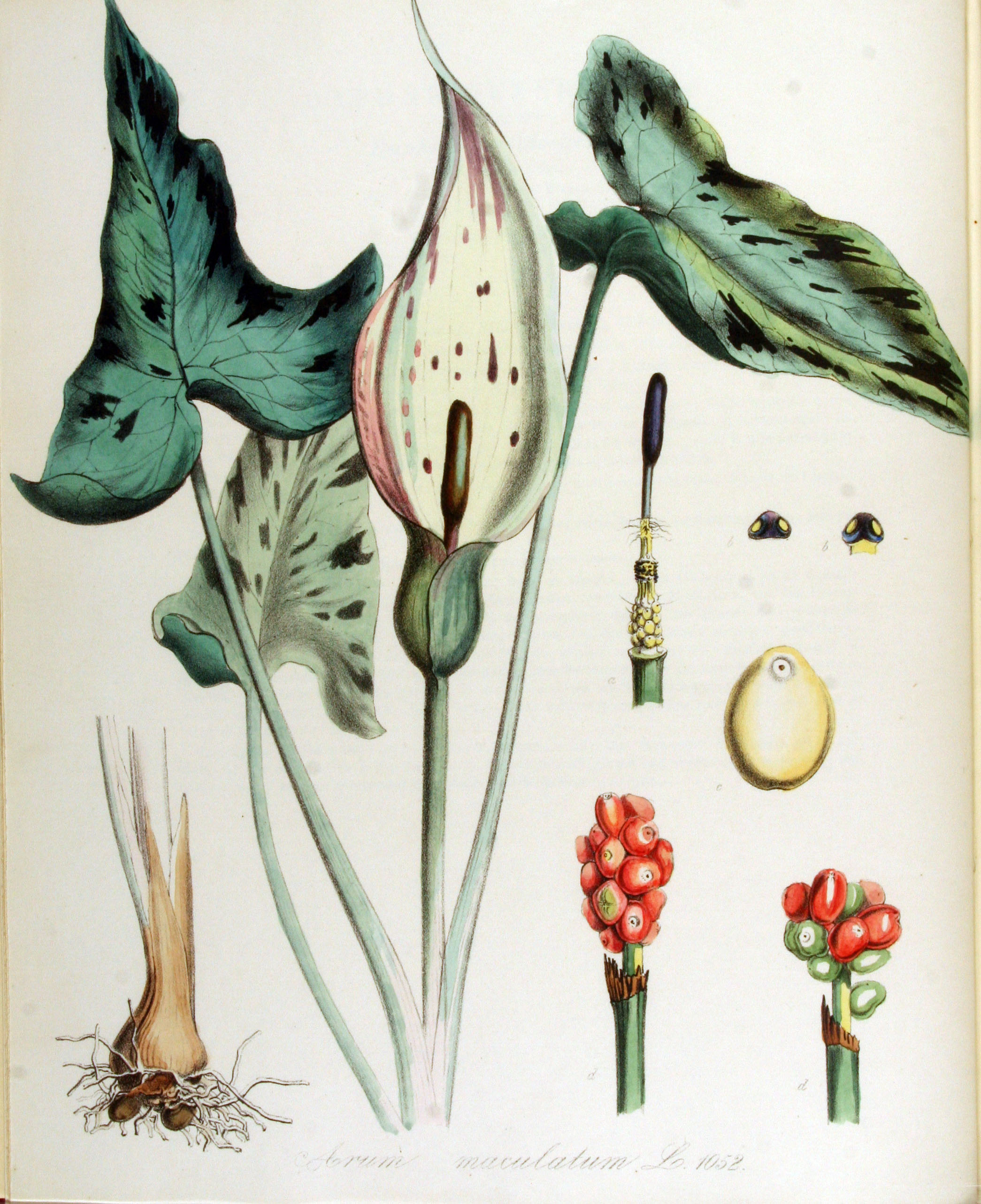
Arum maculatum. Иллюстрация из Flora Batava, том 14

Название своего труда Копс выбрал по историческим причинам: Батавия была регионом Нидерландов, когда они ещё входили в состав Римской империи. «Флора Батавии» — так назывался сад Агнес Блок (1629—1704), коллекционера произведений искусства и садовода. Она была дочерью меннонитского торговца текстилем и после смерти первого мужа купила загородное поместье на реке Вехт в Лоенене и назвала его Вийверхоф. В её доме побывала целая плеяда художников, в том числе Мария Сибилла Мериан, оставившая после себя множество картин с изображением цветов из её сада.